# Miozin
A miozin számos fehérjének a gyűjtőneve, melyek eukarióta szervezetekben találhatóak meg. Az aktinnal együtt az izmok fő építőelemei, az izmok összehúzódásában kulcsszerepet játszanak. 

## Felépítése
Egy miozin molekula négy fehérjeláncból áll, melyek közül kettő könnyű (kis molekulatömegű) és kettő nehéz (nagy molekulatömegű) lánc. A nehéz lánc egy miozin farokból és egy globuláris (gömb alakú) miozin fejből áll. 
Az izmokban ezek a molekulák köteget alkotnak, a miozin farkak egymás köré csavarodnak. A kötegek két végén, egymással ellentétes irányba mutató miozin fejek állnak. A miozinkötegek mellett vékonyabb aktinfonalak helyezkednek el, együtt egy szarkomert alkotva. Ezekből a szarkomerekből épül fel az izomfonal.

## Működése
A miozin fejek két aktív centrummal rendelkeznek, melyek közül az egyikhez ATP (adenozin-trifoszfát) tud kötődni. Ennek hatására megváltozik a miozin fej konformációja (alakja), illetve a miozin fej kis mértékben elmozdul. Az ATP hidrolizálódik egy ADP-ra (adenozin-difoszfátra) és egy foszfátcsoportra, melyek továbbra is a miozin fejhez kötődnek. A felszabaduló energia hatására gyenge kötés jön létre a miozin fej és az aktin között. A foszfátcsoport távozásával a miozin fej konformációja ismét megváltozik, az aktin-miozin kötés erősebbé válik. Az ADP leválásakor a miozin fej, és vele együtt a hozzá kötött aktin, nagy mértékben elmozdul a miozin farok végének irányába.
Az izmokban a miozin fejek elmozdulása közelebb húzza egymáshoz az egymással szemben álló aktinfonalakat. Ezzel a szarkomer, egyben az izomfonal megrövidül, így az izom összehúzódik.